# Іон Драгуміс
Іон Драгуміс (грец. Ίων Δραγούμης, 2 вересня 1878 — 31 липня 1920) — грецький дипломат, політичний діяч, революціонер та письменник.

## Біографічні відомості

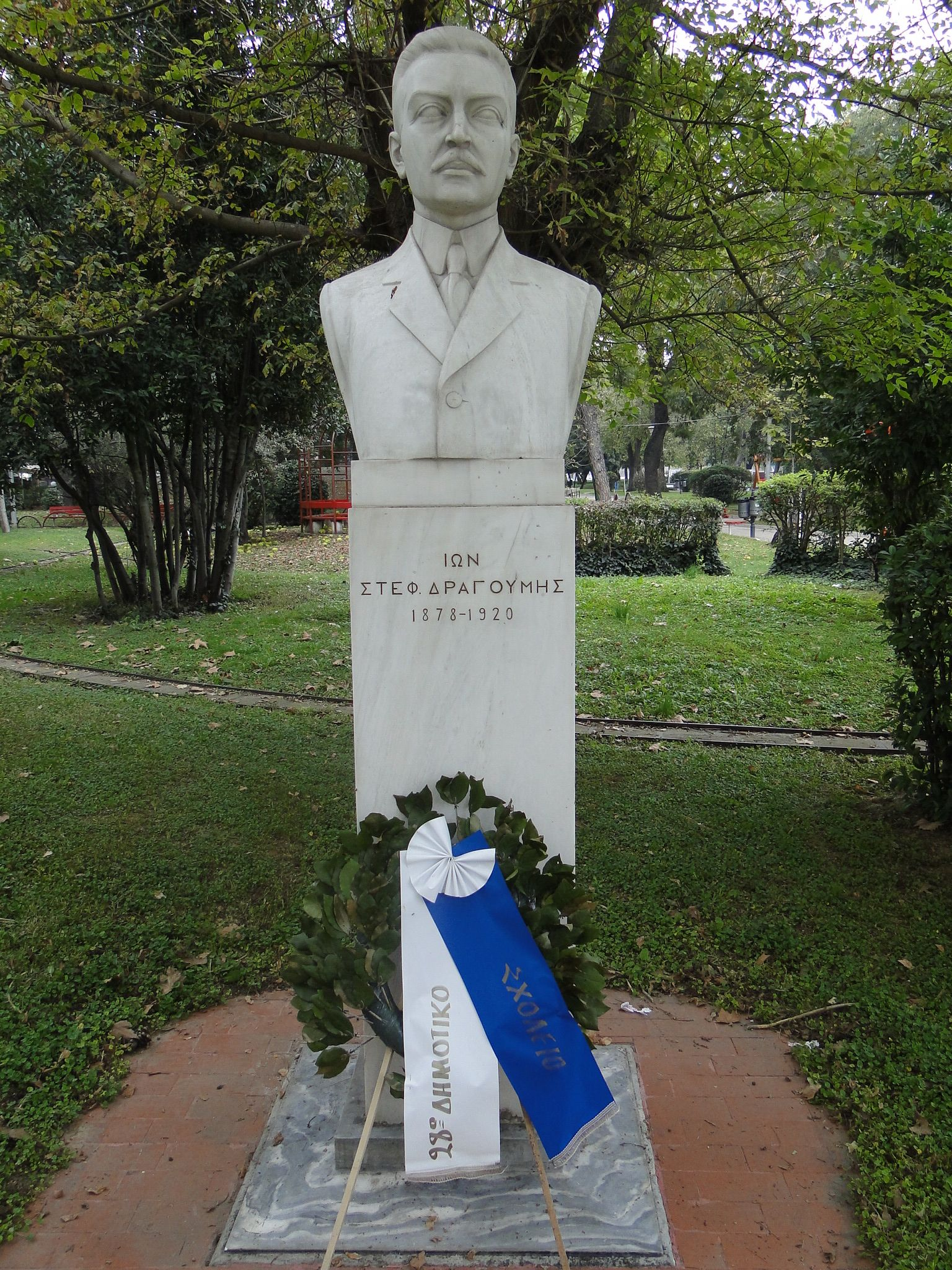
Пам'ятник Іону Драгумісу в Салоніках

Іон Драгуміс народився 2 вересня 1878 року в Афінах в родині Стефаноса Драгуміса — міністра закордонних справ в уряді Харілаоса Трикупіса. Дід Іона Маркос Драгуміс був грецьким революціонером початку 19 століття, членом товариства «Філікі Етерія». Його сестра Юлія Драгумі — новогрецька письменниця.
1899 року закінчив навчання на юридичному факультеті Афінського університету. Працював у Міністерстві закордонних справ Греції. 1901 року призначений консулом Греції в Італії та Швейцарії, 1902 — віце-консул в місті Бітола, нині Північна Македонія. Тут Драгуміс познайомився із революціонером Павлосом Меласом, підтримав та став одним з учасників революційного руху, відомого в сучасній історіографії як Боротьба за Македонію 1904—1918 років.
1905 року після смерті Павлоса Меласа Іон Драгуміс переїхав до Александрії. Тут він познайомився із Пенелопою Дельта, уродженою Бенакі, дочка Еммануїла Бенакіса, заможного фанаріота. Їх роман тривав до 1912 року, коли Драгуміс закохався в актрису Маріку Котопулі.
Між тим 1907 року Драгуміс переїхав у Константинополь. В Туреччині він спільно із греками-членами парламенту Туреччини видавав часопис грецькою «Політичний огляд». В період 1910—1912 років Іон Драгуміс брав участь у Балканських війнах, був удостоєний честі першим підняти грецький прапор над звільненими Салоніками. На початку Першої світової війни призначений послом Греції в Росії, прибув до Санкт-Петербургу.
1915 року Іон Драгуміс вийшов у відставку, хоча продовжував брати активну участь у політичному житті країни. 1920 року у столичній газеті «Катимеріні» вийшла друком його стаття, яка жорстко критикувала дії прем'єр-міністра Елефтеріоса Венізелоса. Після цього 31 липня 1920 року заарештований і розстріляний у військових казармах району Абелокіпі. На тому місці пізніше встановлена меморіальна дошка.

## Літературна і громадська діяльність
Авторству Іона Драгуміса належать переважно національно-патріотичні твори. Більшість творів він підписував псевдонімом Ідас. Основу його літературної спадщини Істановить майже автобіографічна трилогія, створена на основі вражень та спогадів про Боротьбу за Македонію. 1907 року вийшла друком перша книга під назвою «Кров героїв і мучеників» (грец. Μαρτύρων και Ηρώων Αίμα). Друга книга «Самофракі» (грец. Σαμοθράκη) опублікована 1909 року, а 1911 року — третя книга «Ті, хто живий» (грец. Όσοι Ζωντανοί). Остання літературна праця Драгуміса написана 1923 року, роман мав назву «Припинення».
Писав Іон Драгуміс дімотікою. В Салоніках він заснував освітній гурток «Εκπαιδευτικός Όμιλος», членами якого також були Александрос Делмузос, Маноліс Тріантафіллідіс, Дімітріс Глінос.

## Основні твори
- «Το Μονοπάτι (1902)»
- «Μαρτύρων και Ηρώων Αίμα (1907)»
- «Σαμοθράκη (1908)»
- «Όσοι Ζωντανοί (1911)»
- «Ελληνικός Πολιτισμός (1914)»
- «Σταμάτημα (1918)»
- «Ο ελληνισμός μου και οι Έλληνες» (опубліковано 1927 року братом Філіппом Драгумісом)